# Pristiphora groenblomi
Pristiphora groenblomi är en stekelart som först beskrevs av Lindqvist 1952.  Pristiphora groenblomi ingår i släktet Pristiphora, och familjen bladsteklar. Arten är reproducerande i Sverige.